# Mai Yamamoto
Mai Yamamoto (japonès: 山本麻衣; Prefectura d'Hiroshima, 23 d'octubre de 1999) és una jugadora de bàsquet japonesa.
Base, debutà als divuits anys amb Toyota Antelopes de la Lliga japonesa. Ha sigut internacional amb la selecció japonesa en categories de formació, aconseguint un subcampionat d'Àsia sub-18 (2016). Amb la selecció absoluta és internacional des de 2021 i s'ha proclamat campiona d'Àsia (2021) i subcampiona (2023). També ha participat al Preolímpic de Sopron 2024, on aconseguí la classificació de la selecció nipona per als Jocs Olímpics de Paris 2024 i fou escollida MVP del torneig.
Tambe competeix en la modalitat de 3x3 i ha sigut internacional amb la selecció japonesa. Es proclamà campiona de la Copa del Món sub-23 (2019) i subcampiona (2018). També participà als Jocs Olímpics de Tokio 2020, finalitzant en cinquena posició.

## Palmarès
Bàsquet
- 1 medalla d'or al Campionat d'Àsia de bàsquet femení (2021)
- 1 medalla d'argent al Campionat d'Àsia de bàsquet femení (2023)

3x3
- 1 medalla d'or al Campionat del Món de bàsquet femení 3x3 sub-23 (2019)
- 1 medalla d'argent al Campionat del Món de bàsquet femení 3x3 sub-23 (2018)